# Association Sportive Ararat Issy
L'Association Sportive Ararat Issy è una società calcistica francese della città di Issy-les-Moulineaux. Gioca attualmente nella Division d'Honneur d'Île-de-France.

## Storia
La società nasce nel 1975 dall'idea di un gruppo di amici che voleva creare un club calcistico che rappresentasse la comunità armena dell'Île-de-France. La sede fu stabilita ad Issy-les-Moulineaux dopo la richiesta di Armand Zarpanelian, ex giocatore che costruì lo stadio nel 1981. Il club aveva circa 60 giocatori e disputava il campionato provinciale.
All'inizio degli anni '90 l'A.S.A Issy venne promossa per tre anni di seguito e giunse alla massima divisione provinciale, la Division d'Honneur. La partita per la promozione in P.H. (Promotion d'Honneur) si concluse con una vittoria per 3-0 contro il Montrouge 92, con un'affluenza, record per quel livello, di 1 200 persone.
Agli inizi la squadra usava solo giocatori di origine armena, ma divenne poi più aperta, pur tentando di conservare e sviluppare uno spirito familiare e comunitario. Franck Toutoundjian, presidente, disse una volta: "gli aspetti della comunità non sono mai stati una fissazione, ma siamo il solo club di una comunità a giocare in C.F.A 2". Ecco perché nel 2003 la squadra ha cambiato nome da Association Sportive Arménienne ad Association Sportive d'Origine Arménienne, così A.S.A Issy divenne A.S.O.A Issy.
Alla fine della stagione 2005-2006 l'A.S.O.A Issy vinse il campionato con miglior attacco, miglior difesa e due giocatori al primo posto della classifica marcatori. Dopo 14 stagioni in D.H (Division d'Honneur) la squadra passò in C.F.A 2.